# 문기한
문기한(한국 한자: 文記韓, 1989년 3월 17일 ~ )은 대한민국의 축구 선수로서 포지션은 중앙 미드필더이다. 현재 당진시민축구단 소속으로 뛰고 있다. 부산광역시 (1989년 당시에는 부산직할시) 출신으로 동북고등학교를 졸업하였다.

## 클럽 경력
2008년 FC 서울에 입단하였으나, 주전 경쟁에서 밀려 1군 출장 기회를 거의 갖지 못하여 2군 리그에 머물렀고, 그 해 리그컵을 포함하여 3경기를 뛰는데 그쳤다. 2011년 4월 2일 황보관 신임 감독 아래서 약 3년 만에 리그 경기에 출전하였다. 이후에도 간간히 경기에 출전하며 2011 시즌 총 리그 13경기에 출전하였다. 하지만 이듬해에 다시 입지가 좁아지며 리그 1경기 출전에 그치자 2013 시즌을 앞두고 경찰 축구단에 입단하였다. 경찰 축구단에서 2시즌 간 49경기에 출전한 후 2014 시즌 종료 후 원 소속 구단인 서울로 복귀하였다.
2015년 1월 5일 대구 FC로 임대 이적했다.
2016시즌을 앞두고 부천 FC 1995로 완전이적했다. 이적 이후 부천 FC의 주전 미드필더로 활약했으며, 2017시즌에는 주장으로 선임되었다.
2020시즌을 앞두고 강릉시청에 입단했다.
2021시즌을 앞두고 화성 FC에 입단했다.
2022시즌을 앞두고 당진시민축구단으로 이적했다.

## 국가대표팀 경력
홍명보 감독이 이끄는 U-20 대표팀, U-23 대표팀 등에 발탁되어 활약하였다.

## 경력 목록

### 선수 경력
- 2008년 ~ 2014년  FC 서울
- 2015년  대구 FC 임대
- 2016년 ~ 2019년  부천 FC 1995
- 2020년  강릉시청
- 2021년  화성 FC
- 2022년 ~ 현재  당진시민축구단

## 수상

### 클럽

#### FC 서울
- K리그 우승 2회 (2010년, 2012년)
- K리그 준우승 1회 (2008년)

### 개인
- K리그 챌린지 베스트 11 : (2017)
- K3리그 베스트 11 : (2020)